# Mii-gun

Landkreis Mii seit 2005 in der Präfektur Fukuoka

Mii (jap. 三井郡 Mii-gun) ist ein Landkreis in der Präfektur Fukuoka in Japan. 
Zum 1. September 2020 hatte er 15.387 Einwohner auf einer Fläche von 22,84 km². Die seit 2005 einzige verbliebene Gemeinde ist Tachiarai.